# Bethlehemkerk (Overschie)
De Bethlehemkerk is een voormalige gereformeerde kerk aan de Delftweg in Rotterdam-Overschie, die tegenwoordig dient als Koninkrijkszaal voor de Jehova's getuigen.
De Bethlehemkerk werd in 1896 in gebruik genomen door de Gereformeerde Kerk van Overschie. Architect Tjeerd Kuipers ontwierp een eenvoudige zaalkerk, met boven op de voorgevel een kleine spitse toren.
De kerk werd in 1964 gesloten, maar het gebouw zelf is wel blijven bestaan. Het oorspronkelijke torentje is vervangen door een klein nieuw exemplaar met een zadeldak.